# إم. كريستيان
إم. كريستيان (بالإنجليزية: M. Christian)‏ (28 مارس 1960)؛ روائي أمريكي.